# Saint-Sever-Calvados
Pour les articles homonymes, voir Saint-Sever (homonymie).
Saint-Sever-Calvados est une ancienne commune française, ancien chef-lieu de canton, située dans le département du Calvados en région Normandie, peuplée de 1 236 habitants, devenue le 1er janvier 2017 une commune déléguée au sein de la commune nouvelle de Noues de Sienne.

## Géographie

### Localisation
Couvrant 2 792 hectares, le territoire de Saint-Sever-Calvados, majoritairement occupé par la forêt de Saint-Sever, était le plus étendu de son canton, le plus occidental du Bocage virois. Son bourg est 13 km à l'ouest de Vire et à 14 km à l'est de Villedieu-les-Poêles. L'atlas de paysages de la Basse-Normandie localise la presque totalité du territoire à l'ouest de l'unité du Bassin de Vire caractérisée par « un ancien bocage fortement dégradé par les mutations agricoles » et un « habitat dispersé […] de schiste aux toits d’ardoise ». Seule une petite partie sud se situe dans l'unité du Haut Bocage transparent : des « hauteurs copieusement arrosées [qui] se distinguent par la présence de hauts talus lessivés ».

### Géologie et relief
Le point culminant (350/351 m) se situe au sud, au lieu-dit les Lorencières. Le point le plus bas (144 m) correspond à la sortie de la Cunes du territoire, au nord-est. Le sud du territoire est sur le massif granitique de Vire-Carolles, le nord sur le sous-sol schisteux du bassin du Bocage virois. En dehors de la forêt, la commune est bocagère.

### Hydrographie
Saint-Sever, et en particulier son bourg, est sur une ligne de partage des eaux séparant les bassins de deux fleuves côtiers : la Vire, à l'est (par son affluent la Brévogne), et la Sienne, à l'ouest, qui, comme la Brévogne, prend sa source dans la forêt, sur le territoire. Les premiers affluents de la Sènène, elle-même affluent de la Sienne, collectent les eaux du nord-ouest de la commune, la Cunes, sous-affluent de la Vire par la Drôme, celles du nord-est.

### Climat
Le climat est océanique, comme dans tout l'Ouest de la France. La station météorologique la plus proche est Granville-Pointe du Roc, à 40 km, mais Caen-Carpiquet est à moins de 60 km. Le Bocage virois s'en différencie toutefois pour la pluviométrie annuelle qui, à Saint-Sever-Calvados, avoisine les 1 150 mm.

### Lieux-dits
Les lieux-dits sont, du nord-ouest à l'ouest, dans le sens horaire : la Bersairie, les Déserts, la Braiserie, Saint-Blaise, la Caverie, les Broderies, la Lande, le Bourg (au nord), la Guertière, la Guibellière, la Bunoudière, la Basse Fosse, la Haute Fosse, le Mouton, les Houlettes, le Beauregard, la Maquellerie, le Souchet, la Jourdanière, les Closets, le Vieux Château, le Clos, la Clairière, la Davière, la Faverie, la Jardière, la Rigoussière, la Quetterie, la Nellerie, la Vermondière, la Clergerie (à l'est), la Tournerie, le Mesnil, la Mennetière, la Jancellière, la Capucière, les Lorencières, la Noue de Sienne, l'Ermitage (au sud), le Valet, Brundou, la Jouardière, la Reinière, la Guermonderie, la Pédevinière, les Rivages, Cotigny, Plate Bourse, le Clos du Pôt, la Fieffe, la Porte de Cotigny, la Gablerie, le Bois de Cotigny, le Courbillon (à l'ouest) et le Richelieu.
| Courson                         | Sept-Frères          | Le Mesnil-Caussois                      |
| Fontenermont                    | Saint-Sever-Calvados | Mesnil-Clinchamps, Saint-Manvieu-Bocage |
| Coulouvray-Boisbenâtre (Manche) | Le Gast              | Champ-du-Boult                          |

## Urbanisme

### Voies de communication et transports
La commune est traversée par la route départementale no 524 (ancienne route nationale 24bis) menant de Vire à Villedieu-les-Poêles et qui passe par le bourg, Elle y croise la D 91 joignant Sept-Frères et Landelles-et-Coupigny au nord et Le Gast et Saint-Pois au sud. Du bourg part également la D 77 qui permet de rejoindre Courson, Montbray et Percy au nord-ouest. Se greffant sur la D 91 en forêt de Saint-Sever, la D 299 et la D 300 mènent respectivement à Champ-du-Boult au sud-est et vers Coulouvray-Boisbenâtre au sud-ouest. L'A84 est accessible à 16 km à l'ouest à Fleury vers Rennes (sortie 37) ou à La Colombe (sortie 38) ou au nord à Pont-Farcy (sortie 39, 15 km au nord) vers Caen.

## Toponymie
Le nom de la localité est attesté sous la forme S. Severus en 1278. La paroisse est dédiée à Sever, évêque d'Avranches qu'une légende lie à la forêt locale.
En 1889, Saint-Sever devient Saint-Sever-Calvados. L'adjonction du nom du département permet de contourner l'homonymie avec Saint-Sever, commune landaise liée à un autre Sever.
Le gentilé est Séverin.

## Histoire
L'abbaye Sainte-Marie-et-Saint-Sever est fondée au Xe siècle par Richard Goz et son fils Hugues le Loup.
En 1436-1437, à la suite de la révolte générale de paysans du bocage virois consécutive à l'occupation anglaise pendant la guerre de Cent Ans, l'armée composée de quatre à cinq mille insurgés, conduite par Jean Boschier, est taillée en pièces près de Saint-Sever.
Dans la nuit du 12 au 13 avril 1941, un bombardier anglais s'écrase sur des maisons de la commune, faisant neuf victimes civiles. Cinq des six occupants de l'avion sont également tués dans le drame.
Lors de la bataille de Normandie, après un bombardement d'artillerie, le bourg de Saint-Sever est libéré le 4 août 1944 par la 28e division d'infanterie américaine, suivie de la 2e division blindée, libération facilitée par les mouvements de repli de l'armée allemande pour la contre-attaque de Mortain.

## Politique et administration

### Tendances politiques et résultats
Candidats ou listes ayant obtenu plus 5 % des suffrages exprimés lors des dernières élections politiquement significatives.
- Régionales 2015[15] :
  - 1er tour (48,18 % de votants) : Union de la droite (Hervé Morin) 36,06 %, FN (Nicolas Bay) 29,33 %, Union de la gauche (Nicolas Mayer-Rossignol) 18,99 %, DLR (Nicolas Calbry) 5,29 %, EÉLV (Yanic Soubien)  5,05 %.
  - 2e tour (57,91 % de votants) : Union de la droite (Hervé Morin) 44,47 %, Union de la gauche (Nicolas Mayer-Rossignol) 28,16 %, FN (Nicolas Bay) 27,38 %.
- Européennes 2014[16] (43,13 % de votants) : FN (Marine Le Pen) 26,29 %, UMP (Jérôme Lavrilleux) 24,48 %, UDI - MoDem (Dominique Riquet) 11,34 %, PS-PRG (Gilles Pargneaux) 10,57 %, EÉLV (Karima Delli) 7,99 %, DLR (Jean-Philippe Tanguy) 7,73 %.
- Législatives 2012[17] :
  - 1er tour (60,83 % de votants) : Jean-Yves Cousin (UMP 48,53 %, Alain Tourret (PRG) 36,10 %, Marie-Françoise Lebœuf (FN) 8,46 %.
  - 2e tour (65,21 % de votants) : Jean-Yves Cousin (UMP) 57,44 %, Alain Tourret (PRG) 42,56 %.
- Présidentielle 2012[18] :
  - 1er tour (78,63 % de votants) : Nicolas Sarkozy (UMP) 33,56 %, François Hollande (PS) 24,93 %, Marine Le Pen (FN) 13,88 %, François Bayrou (MoDem) 11,59 %, Jean-Luc Mélenchon (FG) 9,43 %.
  - 2e tour (81,22 % de votants) : Nicolas Sarkozy (UMP) 53,44 %, François Hollande (PS) 46,56 %.

### Administration municipale
| Période                                  | Période       | Identité              | Étiquette | Qualité |
| ---------------------------------------- | ------------- | --------------------- | --------- | --- |
| Les données manquantes sont à compléter. |               |                       |           | |
| 1856                                     | 1883          | Sosthène de Petiville | Droite    | Conseiller général du canton de Saint-Sever-Calvados (1852-1890)                                                      |
| 1883                                     | 1900          | M. Legendre           |           | |
| 1900                                     | 1915          | Louis Lelièvre        |           | Conseiller général du canton de Saint-Sever-Calvados (1910-1919)                                                      |
| 1915                                     | 1919          | E. Voisin             |           | |
| 1919                                     | 1948 (décès)  | Alfred Fontaine       | DVD       | Conseiller général du canton de Saint-Sever-Calvados (1930-1940 et 1945-1948), nommé conseiller départemental en 1943 |
| 1948                                     | 1965          | S. Lesénéchal         |           | |
| mars 1965                                | juin 1995     | Victor Laporte        |           | |
| juin 1995                                | mars 2001     | Hervé Chareton        |           | |
| mars 2001                                | mars 2008     | Claude Leménorel      |           | Chef d'entreprise |
| mars 2008                                | décembre 2016 | Jean-Pierre Nourry    |           | Directeur de poste |

Le conseil municipal était composé de quinze membres dont le maire et trois adjoints.

## Population et société

### Démographie
L'évolution du nombre d'habitants est connue à travers les recensements de la population effectués dans la commune depuis 1793. À partir du 1er janvier 2009, les populations légales des communes sont publiées annuellement dans le cadre d'un recensement qui repose désormais sur une collecte d'information annuelle, concernant successivement tous les territoires communaux au cours d'une période de cinq ans. 
Pour les communes de moins de 10 000 habitants, une enquête de recensement portant sur toute la population est réalisée tous les cinq ans, les populations légales des années intermédiaires étant quant à elles estimées par interpolation ou extrapolation. Pour la commune, le premier recensement exhaustif entrant dans le cadre du nouveau dispositif a été réalisé en 2008,.
En 2021, la commune comptait 1 236 habitants, en évolution de +0,9 % par rapport à 2015 (Calvados : +1,58 %, France hors Mayotte : +2,49 %).
La démographie de Saint-Sever-Calvados montre une stabilité de la population, le nombre d'habitants au cours des deux derniers siècles s'inscrivant entre 1 704 (atteint en 1936) et 1 325 (en 1999).
| 1793  | 1800  | 1806  | 1821  | 1831  | 1836  | 1841  | 1846  | 1851  |
| ----- | ----- | ----- | ----- | ----- | ----- | ----- | ----- | ----- |
| 1 539 | 1 527 | 1 512 | 1 515 | 1 653 | 1 685 | 1 658 | 1 608 | 1 630 |

| 1856  | 1861  | 1866  | 1872  | 1876  | 1881  | 1886  | 1891  | 1896  |
| ----- | ----- | ----- | ----- | ----- | ----- | ----- | ----- | ----- |
| 1 551 | 1 507 | 1 517 | 1 526 | 1 540 | 1 554 | 1 514 | 1 512 | 1 338 |

| 1901  | 1906  | 1911  | 1921  | 1926  | 1931  | 1936  | 1946  | 1954  |
| ----- | ----- | ----- | ----- | ----- | ----- | ----- | ----- | ----- |
| 1 387 | 1 456 | 1 472 | 1 335 | 1 400 | 1 539 | 1 704 | 1 680 | 1 566 |

| 1962  | 1968  | 1975  | 1982  | 1990  | 1999  | 2008  | 2013  | 2018  |
| ----- | ----- | ----- | ----- | ----- | ----- | ----- | ----- | ----- |
| 1 485 | 1 415 | 1 379 | 1 425 | 1 409 | 1 325 | 1 369 | 1 248 | 1 250 |

| 2019  | - | - | - | - | - | - | - | - |
| ----- | - | - | - | - | - | - | - | - |
| 1 250 | - | - | - | - | - | - | - | - |

### Sports
L'Union athlétique de Saint-Sever fait évoluer deux équipes de football en divisions de district.
Un hippodrome avait été aménagé près de la gare en 1926, géré par la Société des courses de Saint-Sever. Il était situé sur le territoire de Sept-Frères et remplaçait l'hippodrome du Pont-Busnel qui était utilisé depuis 1923. Des courses eurent lieu à Saint-Sever jusqu'en 1939.

## Économie

### Tourisme
La commune de Saint-Sever-Calvados est située au cœur du Bocage normand. Visite de l'abbaye, forêt de domaniale de Saint-Sever, camping. Commune typique du bocage en granite bleu.

## Culture locale et patrimoine

### Lieux et monuments

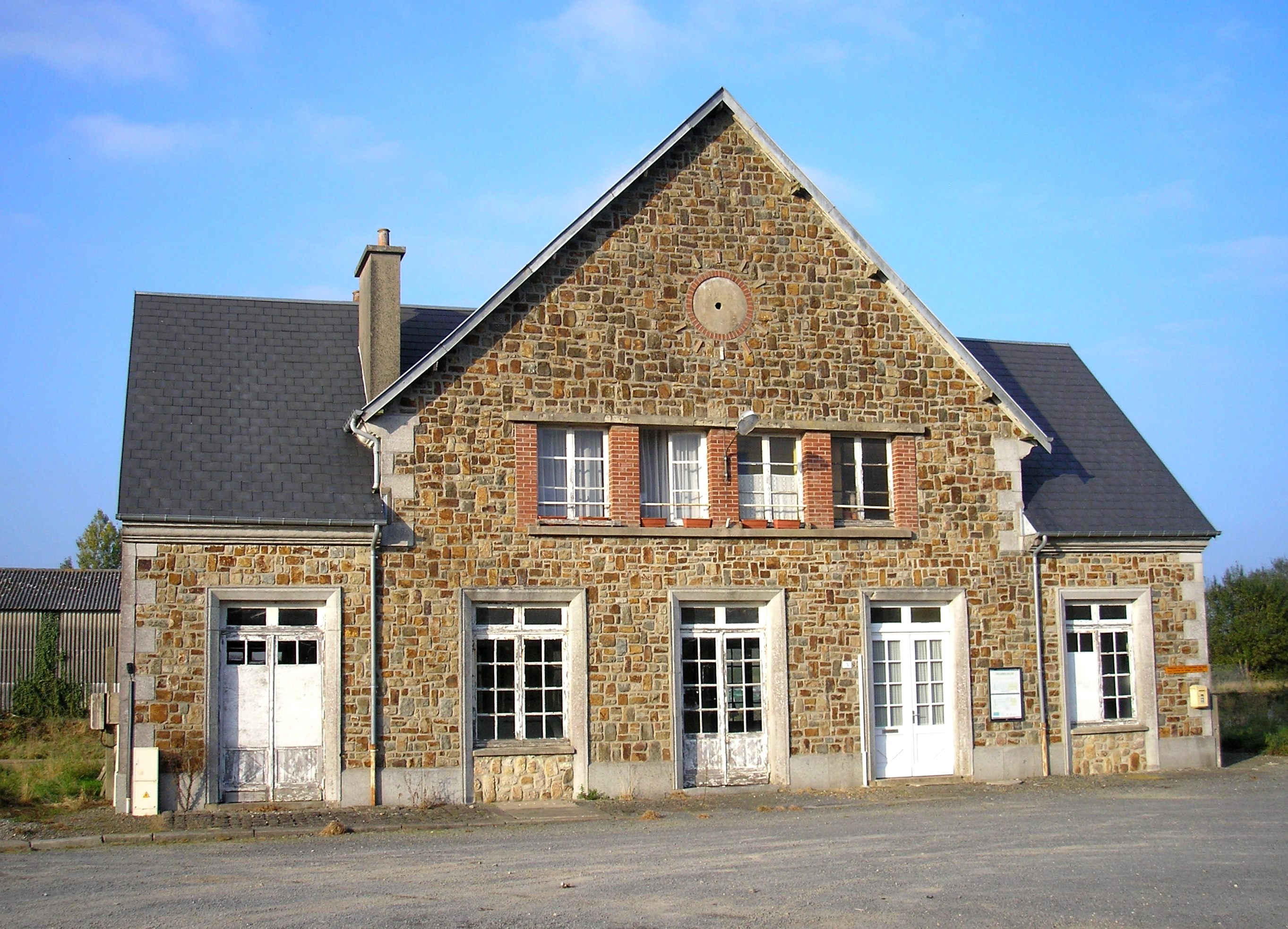
La gare de Saint-Sever.

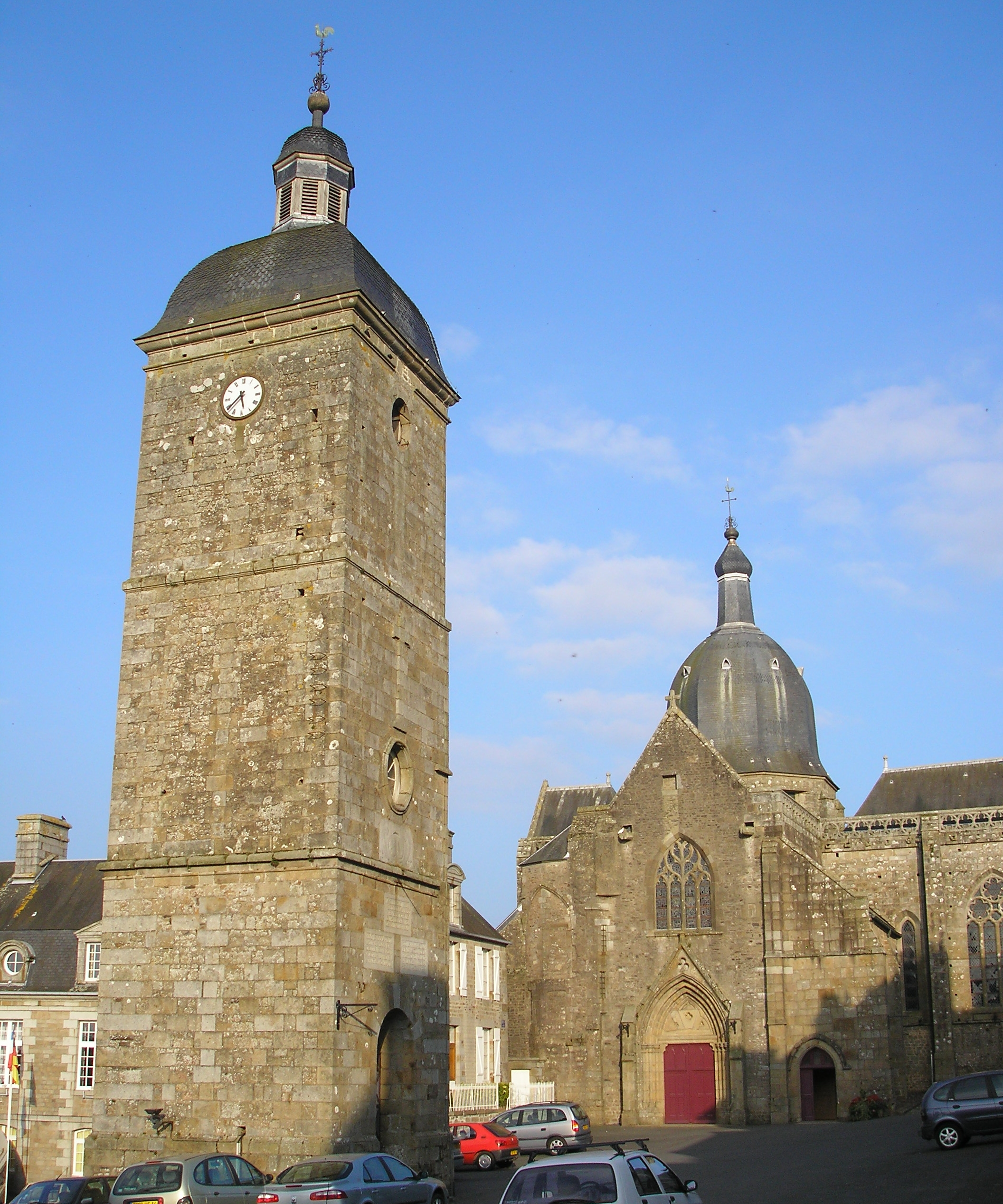
L'église Notre-Dame et son clocher.

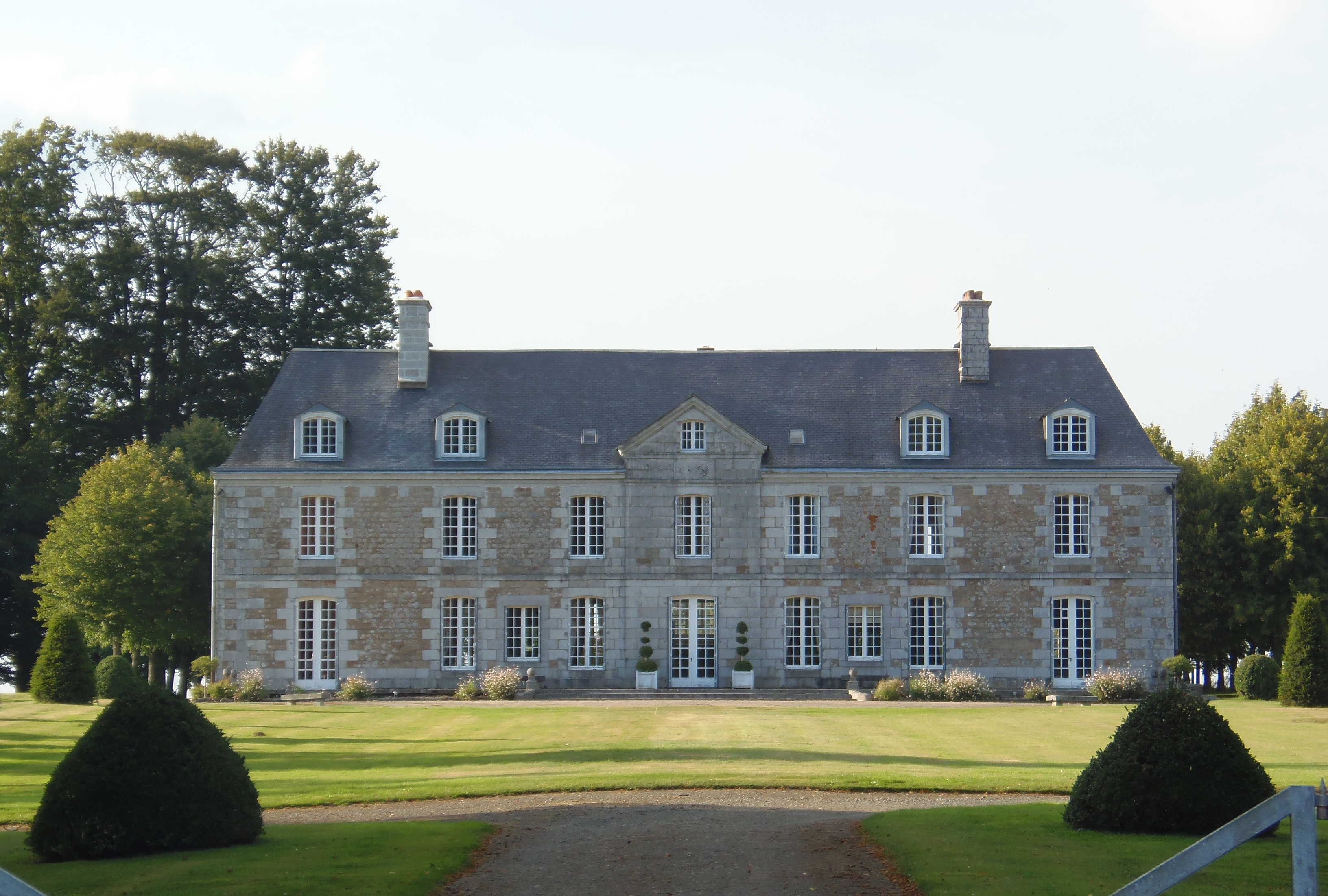
Le château de la Braiserie.

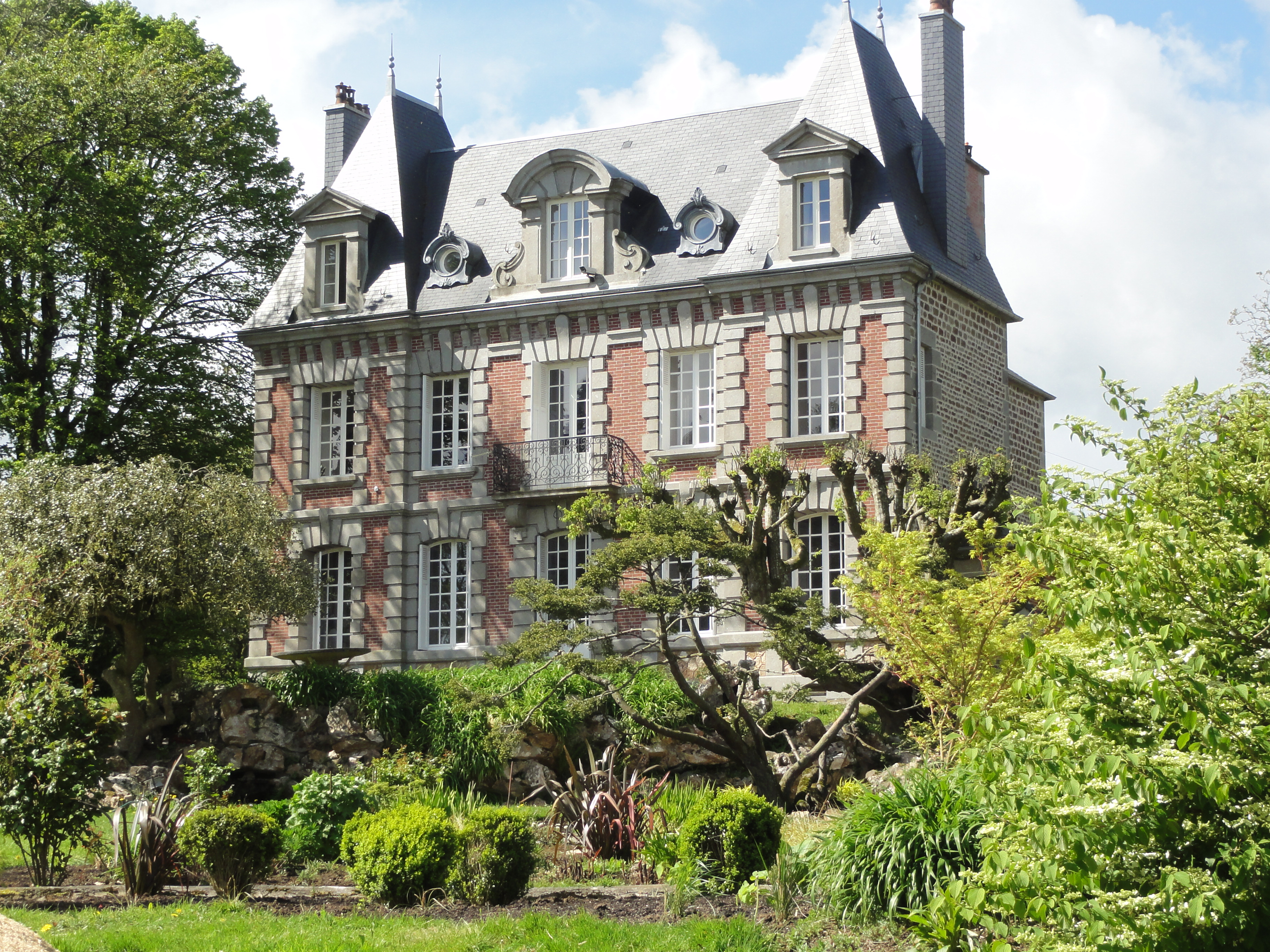
Le château Chenel.

- Église Notre-Dame-de-Saint-Sever, ancienne abbatiale du XIIIe siècle classée au titre des monuments historiques[30]. Il s'agit d'une abbaye gothique réédifiée postérieurement à l'édifice initial roman du XIe siècle, dont il ne reste rien. L'église actuelle est la partie qui était autrefois réservée aux moines bénédictins. L'ancienne partie paroissiale ayant été détruite au début du XIXe siècle, le clocher subsistant (fin XVIIe) offre la particularité d'être séparé de la nef actuelle[31]. L'église abrite de nombreuses œuvres classées à titre d'objets[32].
- Hôtel de ville, occupant les anciens bâtiments monastiques (XVIIe siècle).
- Forêt de Saint-Sever.
- Motte castrale du Vieux Château, classée au titre des monuments historiques[33].
- Chapelle de l'Ermitage (XVIIe siècle), en forêt de Saint-Sever. Un retable, un haut-relief, des rinceaux et un buste du Christ sont classés[32].
- La gare de Saint-Sever.
- Château de Launay, propriété de la famille Tardif de Petiville, dont Guillaume Charles Sosthène Tardif de Petiville, né le 15 mai 1819 à Vire et mort le 28 mai 1905 à Saint-Sever, maire de Saint-Sever vers 1881, conseiller général du Calvados, lieutenant de Louveterie.
- Château de la Braiserie.
- Château Chenel.
- Sanatorium, construit en 1929, pour répondre au fléau de la tuberculose. Âgé de 38 ans, Abraham Drucker, jeune médecin, arrive comme interne. Le sanatorium a répondu parfaitement à sa mission de santé, avant d'être réorienté en 1954 vers un objectif d'éducation spécialisé, en prenant le statut d'IMP (Institut médico pédagogique).

### Jumelages
- Niederdorfelden (Allemagne) depuis 1973.

### Personnalités liées à la commune
- Pierre Lemonnier (Saint-Sever, 1675 - 1757), philosophe et mathématicien.
- Abraham Drucker (1903-1983), né le 15 novembre 1903 à Davideni près de la ville de Czernowitz en Bucovine du Nord (à l’époque dans l'empire austro-hongrois, puis en Roumanie après 1918 et actuellement en Ukraine), émigré en France en 1925 où il poursuit ses études de médecine et naturalisé français en 1937[34]. Il avait épousé en 1934 Lola Schafler (née le 26 mars 1906 à Vienne), d'origine autrichienne, avec qui il a eu trois fils (Jean, Michel, Jacques). Cette même année, après avoir travaillé en Bretagne, il obtient un poste de médecin-interne au sanatorium de Saint-Sever, en spécialité tuberculose osseuse. Sa femme est, quant à elle, employée comme infirmière. Deux ans plus tard (en septembre), il est mobilisé sous le drapeau français en tant qu'infirmier puis médecin, jusqu’en août 1940. Après la Libération, le « médecin de famille et de campagne » s'installe à Vire où un bâtiment de l'hôpital, porte désormais son nom (« le frère d’Abraham, Maurice, interne lui aussi à Saint-Sever entre 1937 et 1939, serait mort en Roumanie après son arrestation fin 1944… »).
- Jean Drucker (1941-2003), haut responsable de la télévision française.
- Michel Drucker (né en 1942), présentateur de télévision.
- Allain Gaussin (né en 1943 à Saint-Sever-Calvados), compositeur.
- Arnold Turboust (né en 1959 à Saint-Sever-Calvados), compositeur, chanteur, musicien et producteur français.

### Héraldique
| Blason de Saint-Sever-Calvados | Blason  | D'azur aux trois gerbes de blé d'or. |
| Blason de Saint-Sever-Calvados | Détails | Ce blason est celui de la famille Goz, seigneurs d'Avranches, puis comtes de Chester, anciens seigneurs de la baronnie de Saint-Sever (éteinte). |